# Gonaxia errans
Gonaxia errans is een hydroïdpoliep uit de familie Sertulariidae. De poliep komt uit het geslacht Gonaxia. Gonaxia errans werd in 1993 voor het eerst wetenschappelijk beschreven door Vervoort. 